# Melóvoie (Saràtov)
|  | Per a altres significats, vegeu «Melóvoie». |

Melóvoie (en rus: Меловое) és un poble de l'óblast de Saràtov, a Rússia, segons el cens del 2010 tenia 21 habitants. Pertany al districte municipal d'Ozinki.